# Baaora deviata
Baaora deviata är en insektsart som beskrevs av Irena Dworakowska 1981. Baaora deviata ingår i släktet Baaora och familjen dvärgstritar. Inga underarter finns listade i Catalogue of Life.